# Thời gian giãn nở

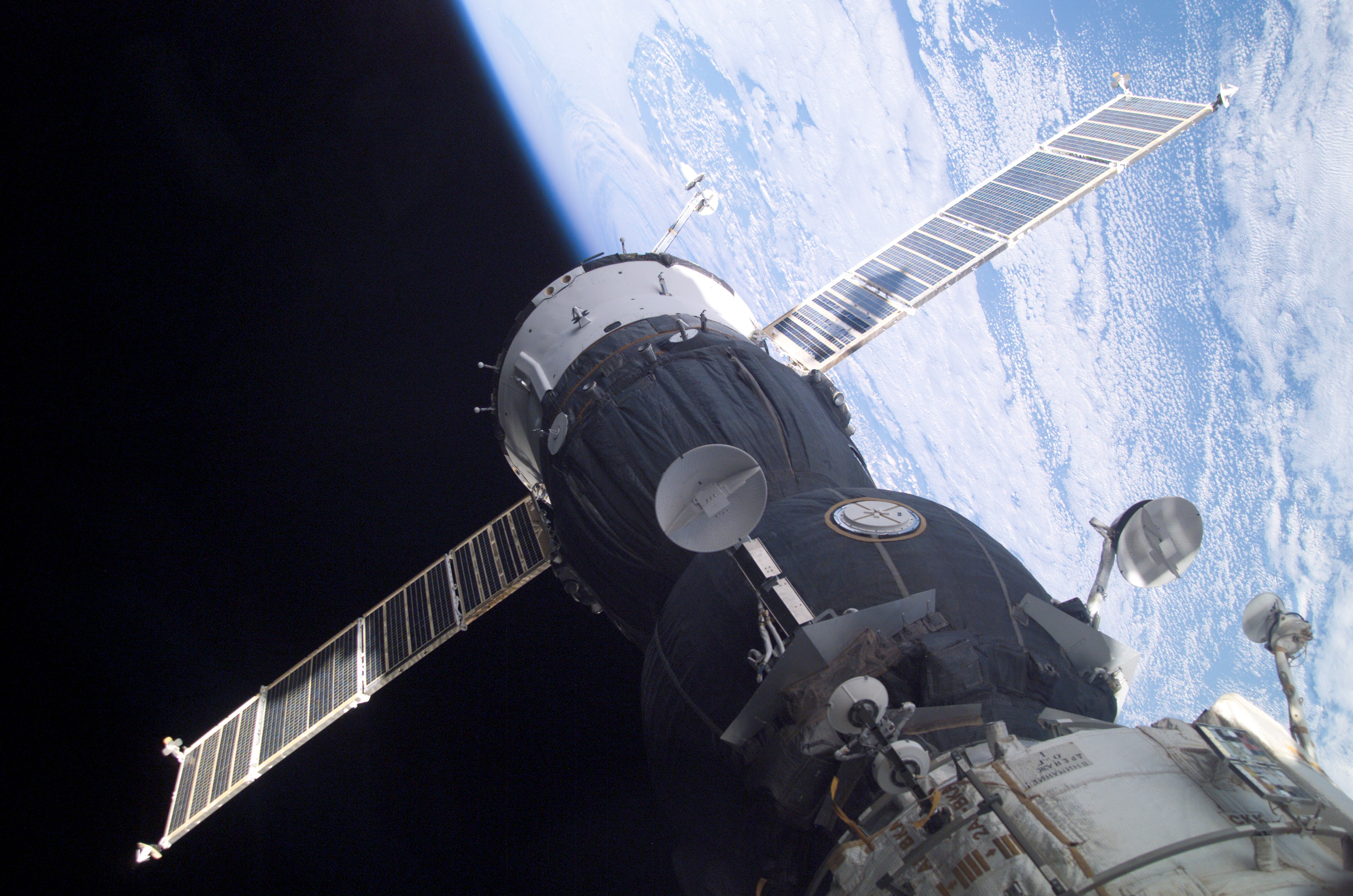
Sự giãn nở thời gian giải thích tại sao hai đồng hồ làm việc sẽ báo thời gian khác nhau sau những gia tốc khác nhau. Ví dụ, tại thời điểm ISS chậm hơn, trễ hơn khoảng 0,01 giây cho mỗi 12 tháng Trái Đất trôi qua. Để các vệ tinh GPS hoạt động, chúng phải điều chỉnh sự uốn cong tương tự của không thời gian để phối hợp đúng với các hệ thống trên Trái Đất.

Thời gian giãn nở hay sự giãn nở của thời gian là sự chênh lệch về thời gian trôi qua được đo bởi hai đồng hồ, do chúng có vận tốc tương đối với nhau hoặc do có sự chênh lệch thế năng hấp dẫn giữa các vị trí của chúng. Sau khi bù cho độ trễ tín hiệu khác nhau do khoảng cách thay đổi giữa người quan sát và đồng hồ di chuyển (tức là Hiệu ứng Doppler), người quan sát sẽ đo đồng hồ chuyển động tích tắc chậm hơn so với đồng hồ đang dừng trong hệ quy chiếu của chính người quan sát. Một đồng hồ gần với một vật thể khổng lồ (và do đó có thế năng hấp dẫn thấp hơn) sẽ ghi lại thời gian trôi qua ít hơn so với một đồng hồ nằm xa vật thể khổng lồ nói trên (và ở thế năng hấp dẫn cao hơn).
Những tiên đoán này của thuyết tương đối đã được thực nghiệm nhiều lần xác nhận và chúng là mối quan tâm thực tế, ví dụ như trong hoạt động của các hệ thống định vị vệ tinh như GPS và Galileo. Sự giãn nở thời gian cũng là chủ đề của các tác phẩm khoa học viễn tưởng, vì về mặt kỹ thuật, nó cung cấp phương tiện để du hành thời gian.

## Lịch sử
Sự giãn nở thời gian của nhân tố Lorentz đã được một số tác giả dự đoán vào đầu thế kỷ 20. Joseph Larmor (1897), ít nhất là đối với các electron quay quanh hạt nhân, đã viết "... các electron riêng lẻ mô tả các phần tương ứng của quỹ đạo của chúng trong thời gian ngắn hơn đối với hệ [phần còn lại] theo tỷ lệ: {\displaystyle \scriptstyle {\sqrt {1-{\frac {v^{2}}{c^{2}}}}}} ". Emil Cohn (1904) đã liên hệ cụ thể công thức này với tỷ lệ của đồng hồ. Trong bối cảnh của thuyết tương đối hẹp, Albert Einstein (1905) đã chỉ ra rằng hiệu ứng này liên quan đến bản chất của chính thời gian, và ông cũng là người đầu tiên chỉ ra tính tương hỗ hay tính đối xứng của nó. Sau đó, Hermann Minkowski (1907) đưa ra khái niệm thời gian thích hợp, làm rõ hơn ý nghĩa của sự giãn nở thời gian.

## Thời gian giãn nở vận tốc

Từ hệ quy chiếu cục bộ của đồng hồ xanh, đồng hồ đỏ, đang chuyển động, được coi là chạy chậm hơn (phóng đại).

Thuyết tương đối hẹp chỉ ra rằng, đối với một quan sát viên trong hệ quy chiếu quán tính, một đồng hồ đang chuyển động so với họ sẽ được đo để đánh dấu chậm hơn một đồng hồ đang đứng yên trong hệ quy chiếu của họ. Trường hợp này đôi khi được gọi là giãn nở thời gian tương đối tính đặc biệt. Vận tốc tương đối càng nhanh, thời gian giãn cách giữa các vận tốc khác càng lớn, với tốc độ thời gian đạt tới 0 khi một người tiến tới tốc độ ánh sáng (299.792.458 m/s). Điều này làm cho các hạt không khối lượng di chuyển với tốc độ ánh sáng không bị ảnh hưởng bởi thời gian trôi qua.
Về mặt lý thuyết, sự giãn nở thời gian sẽ giúp hành khách trên một chiếc xe di chuyển nhanh có thể tiến xa hơn trong tương lai trong một khoảng thời gian ngắn của riêng họ. Đối với tốc độ đủ cao, hiệu ứng rất ấn tượng. Ví dụ, một năm du hành có thể tương ứng với mười năm trên Trái Đất. Thật vậy, một hằng số 1   gia tốc g sẽ cho phép con người đi xuyên qua toàn bộ Vũ trụ đã biết trong một đời người.
Tuy nhiên, với công nghệ hiện tại hạn chế nghiêm trọng vận tốc du hành vũ trụ, sự khác biệt trong thực tế là rất nhỏ: sau 6 tháng trên Trạm Vũ trụ Quốc tế (ISS), quay quanh Trái Đất với tốc độ khoảng 7.700 m/s, một phi hành gia sẽ có tuổi đời ít hơn khoảng 0,005 giây so với những người trên Trái Đất. Hai nhà du hành vũ trụ Sergei Krikalev và Sergei Avdeyev đều trải qua thời gian giãn ra khoảng 20 mili giây so với thời gian trôi qua trên Trái Đất.

### Suy luận đơn giản về sự giãn nở thời gian vận tốc

Bên trái: Người quan sát ở chế độ nghỉ đo thời gian 2 L / c giữa các sự kiện đồng cục bộ tạo ra tín hiệu ánh sáng tại A và đến A.
Phải: Các sự kiện theo quan sát viên di chuyển bên trái thiết lập: gương dưới A khi tín hiệu được tạo ra tại thời điểm t '= 0, gương trên B khi tín hiệu bị phản xạ tại thời điểm t' = D / c, gương dưới A khi tín hiệu trả về tại thời điểm t '= 2D / c

Sự giãn nở thời gian có thể được suy ra từ hằng số quan sát được của tốc độ ánh sáng trong tất cả các hệ quy chiếu được quy định bởi định đề thứ hai của thuyết tương đối hẹp.
Tốc độ ánh sáng không đổi này có nghĩa là, trái ngược với trực giác, tốc độ của các đối tượng vật chất và ánh sáng không phải là phụ gia. Không thể làm cho tốc độ ánh sáng xuất hiện lớn hơn bằng cách di chuyển về phía hoặc ra xa nguồn sáng.
Khi đó, hãy xem xét một đồng hồ đơn giản gồm hai gương A và B, giữa đó có một xung ánh sáng đang nảy. Khoảng cách của hai gương là L và đồng hồ tích tắc một lần mỗi khi xung ánh sáng chạm vào một trong hai gương.
Trong hệ quy chiếu mà đồng hồ đang dừng (sơ đồ bên trái), xung ánh sáng vạch ra một đường có độ dài 2L và chu kỳ của đồng hồ là 2L chia cho tốc độ ánh sáng:
{\displaystyle \Delta t={\frac {2L}{c}}.}
Từ hệ quy chiếu của một quan sát viên đang chuyển động với vận tốc v so với hệ quy chiếu nghỉ của đồng hồ (sơ đồ bên phải), xung ánh sáng được xem như vạch ra một đường dài hơn và có góc. Giữ tốc độ ánh sáng không đổi đối với tất cả các quan sát viên quán tính, đòi hỏi phải kéo dài thời gian của đồng hồ này theo quan điểm của người quan sát chuyển động. Có nghĩa là, trong một khung chuyển động so với đồng hồ cục bộ, đồng hồ này sẽ có vẻ chạy chậm hơn. Ứng dụng đơn giản của định lý Pitago dẫn đến dự đoán nổi tiếng về thuyết tương đối hẹp:
Tổng thời gian để xung ánh sáng theo dõi đường đi của nó được cho bởi
{\displaystyle \Delta t'={\frac {2D}{c}}.}
Chiều dài của nửa đoạn đường có thể được tính như một hàm của các đại lượng đã biết như
{\displaystyle D={\sqrt {\left({\frac {1}{2}}v\Delta t'\right)^{2}+L^{2}}}.}
Loại bỏ các biến D và L khỏi ba phương trình này dẫn đến
{\displaystyle \Delta t'={\frac {\Delta t}{\sqrt {1-{\frac {v^{2}}{c^{2}}}}}},}
biểu thị thực tế rằng chu kỳ của người quan sát chuyển động của đồng hồ {\displaystyle \Delta t'} dài hơn khoảng thời gian {\displaystyle \Delta t} trong hệ quy chiếu của chính đồng hồ.